# Alexis Claude Clairaut
Alexis Claude Clairaut, född 13 maj 1713, död 17 maj 1765, fransk astronom och matematiker.
Clairaut blev för avhandlingen Recherches sur les courbes à double courbure (1731) redan vid arton års ålder medlem av franska vetenskapsakademin. Han deltog i den av Maupertuis ledda lapska gradmätningen 1736 och offentliggjorde i sin berömda Théorie de la figure de la terre (1743) en berättelse därom. Berömda arbeten av Clairaut är dessutom hans teori för månen (1752) och en mycket noggrann beräkning av tiden för Halleys komets återkomst till 12 mars 1759.

## Eftermäle
Asteroiden 9592 Clairaut är uppkallad efter honom.